# Forrest Towns
Forrest „Spec” Grady Towns (ur. 6 lutego 1914 w Fitzgerald, w Georgii, zm. 9 kwietnia 1991 w Athens, w Georgii) – amerykański lekkoatleta płotkarz, mistrz olimpijski.
Podczas studiów na University of Georgia zdobył mistrzostwo Stanów Zjednoczonych (AAU) oraz akademickie mistrzostwo (NCAA) w biegu na 120 jardów przez płotki w 1936. Dało to początek serii 60 zwycięstw, która trwała do 1937. W 1936 kilkakrotnie wyrównał rekord świata w biegu na 110 metrów przez płotki wynikiem 14,1 s. Zdobył złoty medal w tej konkurencji na igrzyskach olimpijskich w 1936 w Berlinie. Krótko po zakończeniu igrzysk Towns ustanowił w Oslo nowy rekord świata wynikiem 13,7 s., stając się tym samym pierwszym człowiekiem, który przebiegł 110 m przez płotki poniżej 14 sekund. Rekord ten przetrwał do 1950.
Po zakończeniu kariery lekkoatletycznej Towns pracował jako trener.

## Rekord życiowy
źródło:
- 110 m ppł – 13,7 s. (1936)